# Ras Laffan
Ras Laffan est une ville industrielle du Qatar située sur la côte nord. Début 2008, elle s'étend sur 106 km² et devrait doubler de taille dans les prochaines années. Elle est équipée de la plus grande rade artificielle du monde de 4 500 ha de superficie.
Son économie est actuellement entièrement orientée vers la production de gaz naturel liquéfié assurée par la présence nombreux trains de liquéfaction de gaz naturel opérés par les grandes compagnies locales RasGas et Qatargas, mais aussi internationales Shell, ExxonMobil, Total, etc.
Sa zone industrielle devrait recevoir les installations de production d'eau dessalée (construction de la station par SIDEM) et de production d'électricité prévues par le contrat géant signé en mars 2008 pour fournir de l'eau douce et de l'électricité à trois millions d'habitants. Le contrat de 25 ans a été signé en collaboration par le groupe français Suez (20 %), le Japonais Mitsui et les deux sociétés locales Qatar Petroleum et Qatar Electricity and Water Corp.